# مباس
 مباس  (در عربی:  المَباس ) 
روستایی از توابع شهرستان  دِبّاء البیعه  در شبه‌جزیره و استان مسندم در کشور پادشاهی عمان است. این روستا در کرانهٔ دریای عمان واقع شده‌است. 

## جمعیت
جمعیت آن ۹۸ نفر (۹  خانوار) است که از اهل سنت و مالکی مذهب هستند. پیشهٔ مردم روستا کشاورزی و ماهی گیری وتجارت است.